# Sarcophaga gnu
Sarcophaga gnu är en tvåvingeart som beskrevs av Charles Howard Curran 1934. Sarcophaga gnu ingår i släktet Sarcophaga och familjen köttflugor.
Artens utbredningsområde är Kongo. Inga underarter finns listade i Catalogue of Life.